# 문학평론
문학 평론(文學評論)은 문학을 평론하는 것이다. 문학 연구라고도 하는데, 평론의 대상과 방법이 다양하기 때문에, 정의는 모호하다. 소설가와 작품 뿐만 아니라 문학과 그 주변 전반이 다루어져 학제적인 성격을 갖는다. 연구 대상의 성격에 따라 "문예" 또는 "문학"이라는 호칭이 어울리지 않는 경우도 있다. 근현대 문학 평론은 활자로 제공되는 경우가 많지만, 인터넷 등 기술의 발달과 함께 다양화해왔다. 학회지에 게재되는 논문 뿐만 아니라 주간지와 신문 서평란에 실리기도 한다.(→ 서평)
현대 문학 평론은 문학의 목표와 방법에 대한 철학적 논의인 문학 이론의 영향을 받기도 한다. 두 활동이 밀접하게 관련되어 있지만 문학 평론가가 항상 이론가였던 것은 아니다.
문학 평론이 문학 이론과 별도의 연구 분야로 간주되어야 하는지 여부는 논란의 여지가 있는 문제이다. 예를 들어, 존 홉킨스 문학 이론 및 평론 안내서는 문학 이론과 문학 평론을 구분하지 않고 거의 항상 동일한 개념을 설명하기 위해 용어를 함께 사용한다. 일부 평론가들은 문학 평론을 문학 이론의 실제 적용으로 간주하는데, 평론은 항상 특정 문학 작품을 직접적으로 다루는 반면 이론은 보다 일반적이거나 추상적일 수 있기 때문이다.
문학 평론은 에세이나 책 형태로 출판되기도 한다. 학술 문학 평론가는 문학 부서에서 가르치고 학술지에 출판하며, 더 많은 인기 평론가는 더 타임스 리터러리 서플먼트(The Times Literary Supplement), 더 뉴욕 타임스 북 리뷰(The New York Times Book Review), 더 뉴욕 리뷰 오브 북스(The New York Review of Books), 더 런던 리뷰 오브 북스(The London Review of Books)와 같이 광범위하게 유통되는 정기 간행물에 평론을 게재한다.

## 같이 보기
- 서평
- 비교문학
- 번역
- 철학과 문학
- 사회 평론